# Act Up-Paris
Act Up-Paris je aktivistická organizace v Paříži, která má za cíl boj proti nemoci AIDS. Byla založena 9. června 1989 v pařížské homosexuální komunitě podle amerického vzoru, který vznikl v New Yorku v roce 1987. Pro organizaci jsou charakteristické kontroverzní techniky, které zviditelňují dotyčný boj.

## Cíle
Act Up se snaží upozornit média na epidemii AIDS, vyvíjet tlak na politické osobnosti, aby zlepšily obraz a péči o pacienty bez ohledu na jejich pohlaví, sexuální orientaci nebo jejich společenské postavení (drogově závislí, vězni, nelegální cizinci, prostitutky). Základ Act Up sice tvoří převážně séropozitivní homosexuálové, ale jeho aktivisté pocházejí ze různých vrstev obyvatelstva, které jsou postiženy epidemií.
V letech 1989–1996 se Act Up-Paris zaměřoval především na rozvoj a šíření léčby HIV ve Francii a také na prevenci a práva menšin. Po nástupu prvních triterapií přizpůsobila organizace svou práci novým okolnostem, tj. aby byl přístup k léčbě ve Francii dostupný pro všechny. Prevence je i nadále cílena na menšiny zejména na imigranty, vězně, sexuální pracovníky, uživatele drog apod.
Act Up-Paris je také velmi aktivní v reakci na protesty proti PACS nebo právům LGBT osob. Po roce 2000 organizace vyvíjela kampaň za manželství pro všechny. Od roku 2010 je Act Up aktivní také v otázce vytváření bezpečnějších místností pro uživatele drog. Zasazuje se rovněž za šíření generik pro léčbu HIV v rozvojových zemích.

## Způsob aktivismu
Act Up-Paris vybírá teatrální situace a pracuje se symboly, které zviditelňují LGBT komunitu: růžový trojúhelník, natažení kondomu na obelisk Concorde apod. Některé motivy se opakují, jako polévání červenou barvou symbolizující krev umírajících pacientů nebo "mrtvoly" ležící na zemi jako oběti nemoci AIDS. Tento způsob komunikace zacházející na hranici ilegality a občanské neposlušnosti je pravidelně předmětem veřejných diskusí. V roce 1999 Act Up_Paris vyhrožoval jednomu poslanci outingem kvůli nepodpoře zákona o PACS, ale k tomu nedošlo. V roce 2004 byli členové Act Up-Paris obviněni z poškození fasády Elysejského paláce, v roce 2005 aktivisté pronikli do katedrály Notre Dame, aby po pravidelné nedělní uzavřeli fiktivní gay manželství. Po tomto incidentu se 115 poslanců obrátilo na premiéra Dominiqua de Villepin, aby zabránil vyplácení dotací pro sdružení, údajně narušující veřejný pořádek.

## Přehled některých akcí
Jen šest měsíců po svém založení vyvěsil Act Up-Paris na věž katedrály Notre-Dame v Paříži transparent odsuzující postoj katolické církve. V roce 1991 proběhla demonstrace v Senátu proti dvěma pozměňovacím návrhům kriminalizujícím přenos viru HIV a obnovující trestný čin homosexuality. Přerušení mše na svátek všech svatých v katedrále Notre-Dame v Paříži na protest proti postoji katolické církve zakazující používání kondomů. Po dvouletém nátlaku ustoupil v roce 1992 ministr zdravotnictví Bruno Durieux myšlence na povinné testování všech osob na virus HIV. Ministr školství Jack Lang povolil v témže roce sexuální prevenci na lyceích. V roce 1993 proběhl nátlak na laboratoř společnosti Artois, pracující s infikovanou krví, což vedlo ke kontrole státními orgány a k okamžitému uzavření laboratoře. Dne 1. prosince téhož roku nasadili aktivisté na obelisk Concorde prezervativ. V roce 1994 proběhl nátlak na WHO v Ženevě za účast sdružení pacientů na summitu šéfů vlád. V roce 1996 proběhlo obsazení továrny farmaceutické firmy Abbott souběžně s lobbováním v Národní komisi pro etiku pro přístup k antiproteáze ritonavir. Rovněž bylo úspěšné lobování v laboratoři společnosti Merck & Co., která 1. dubna uvolnila léky ritonavir a indinavir, které jsou hlavními součástmi triterapie. V létě 1998 nátlak na Světovou banku za poskytnutí úvěru firmě Merck & Co., která odmítla snížit ceny za antiretrovirovou terapii, na společnost Schering-Plough Corporate kvůli jejímu postoji k Subutexu a na Bernarda Kouchnera za jeho cenzurní kampaň proti prevenci na Ženevské konferenci o AIDS. V červnu 2005 bylo v katedrále Notre-Dame v Paříži uzavřeno symbolické manželství dvou žen, aby Act-Up upozornil na právo na občanský sňatek pro homosexuální osoby, a na práva, která z toho vyplývají, včetně práva na adopci. Act Up byl obviněn z napadení faráře Notre-Dame. V únoru 2006 bylo obsazeno sídlo Socialistické strany kvůli nedostatečnému prosazování práv LGBT. V říjnu 2008 Act Up-Paris zahájil mezinárodní kampaň proti politice společnosti Roche v Jižní Koreji kvůli inhibitoru T20. V důsledku této kampaně poskytla laboratoř Roche přístup k léku osobám, které léčbu potřebují. Od března 2010 do 2012 vedla Act Up-Paris kampaň zaměřenou na lobování a zvyšování povědomí o otázce přístupu ke generickým lékům, které jsou ohroženy několika mezinárodními dohodami, včetně ACTA nebo dohodou o volném obchodu mezi Indií a Evropskou unií. V říjnu 2011 zahájila kampaň proti laboratoři společnosti Novartis, která podala stížnost proti indické vládě a tím ohrozila přístup ke generikům v celosvětovém měřítku. Společnost Novartis prohrála soud v roce 2013.